# Arco de Jano

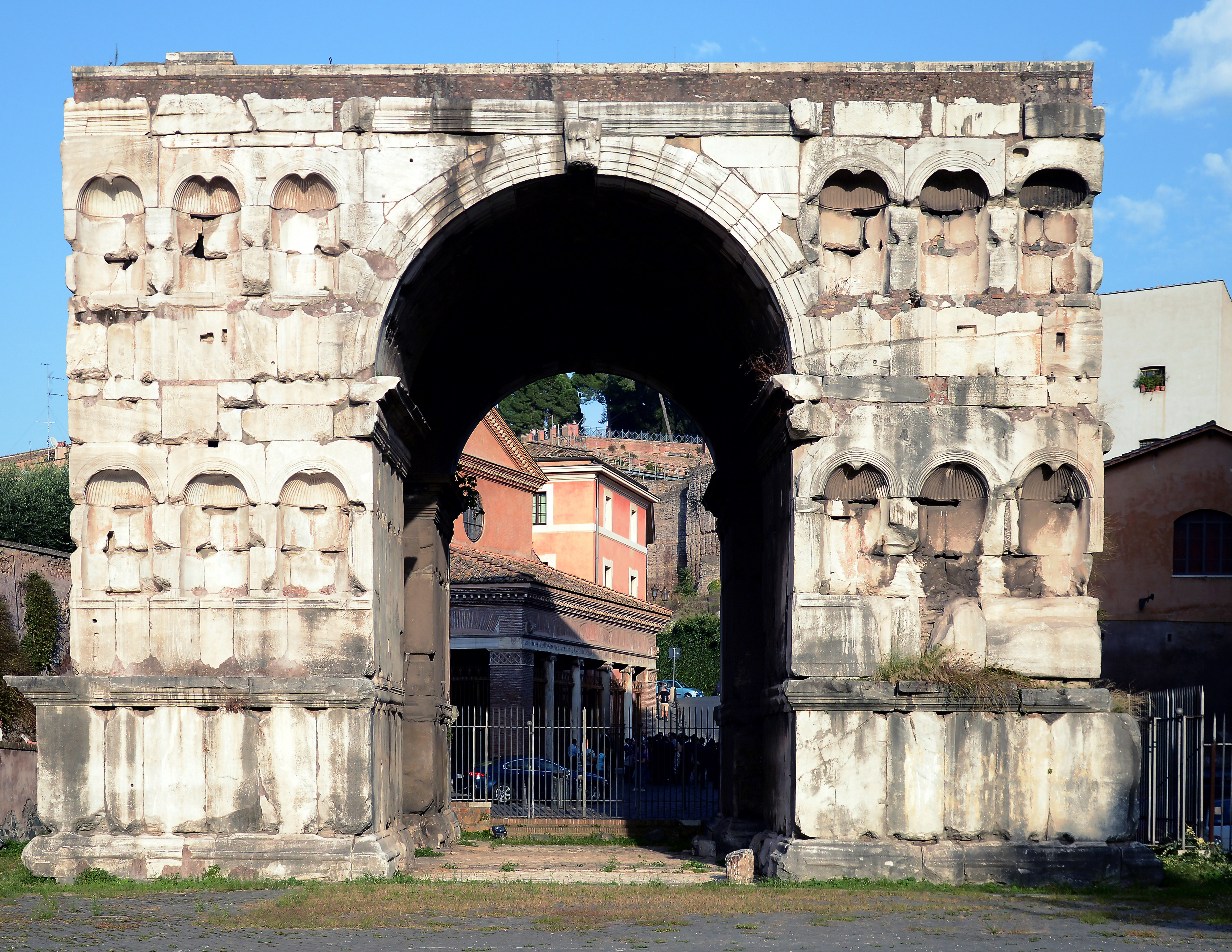
El arco de Jano, al fondo se encuentra la iglesia de San Giorgio al Velabro

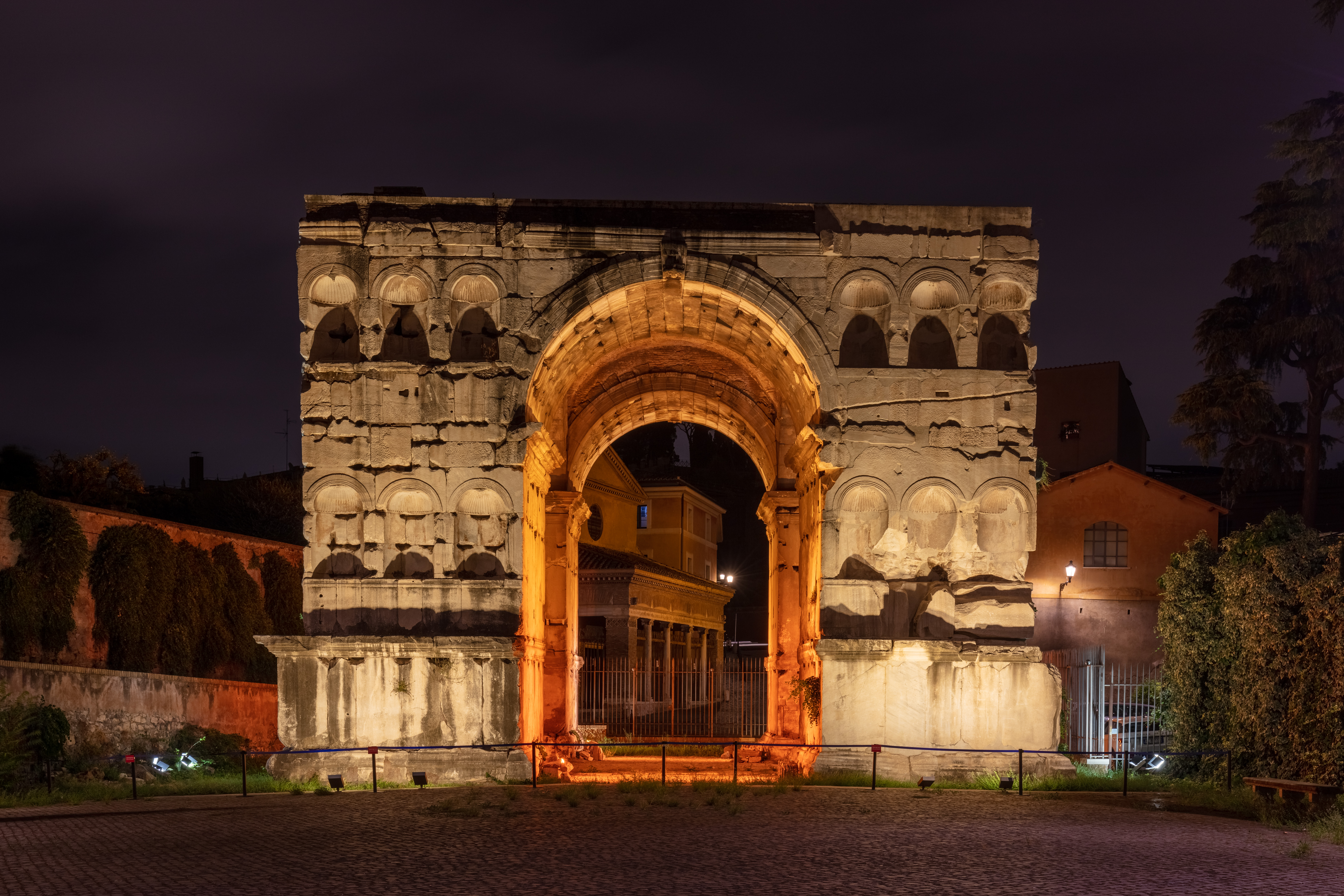
Vista de noche

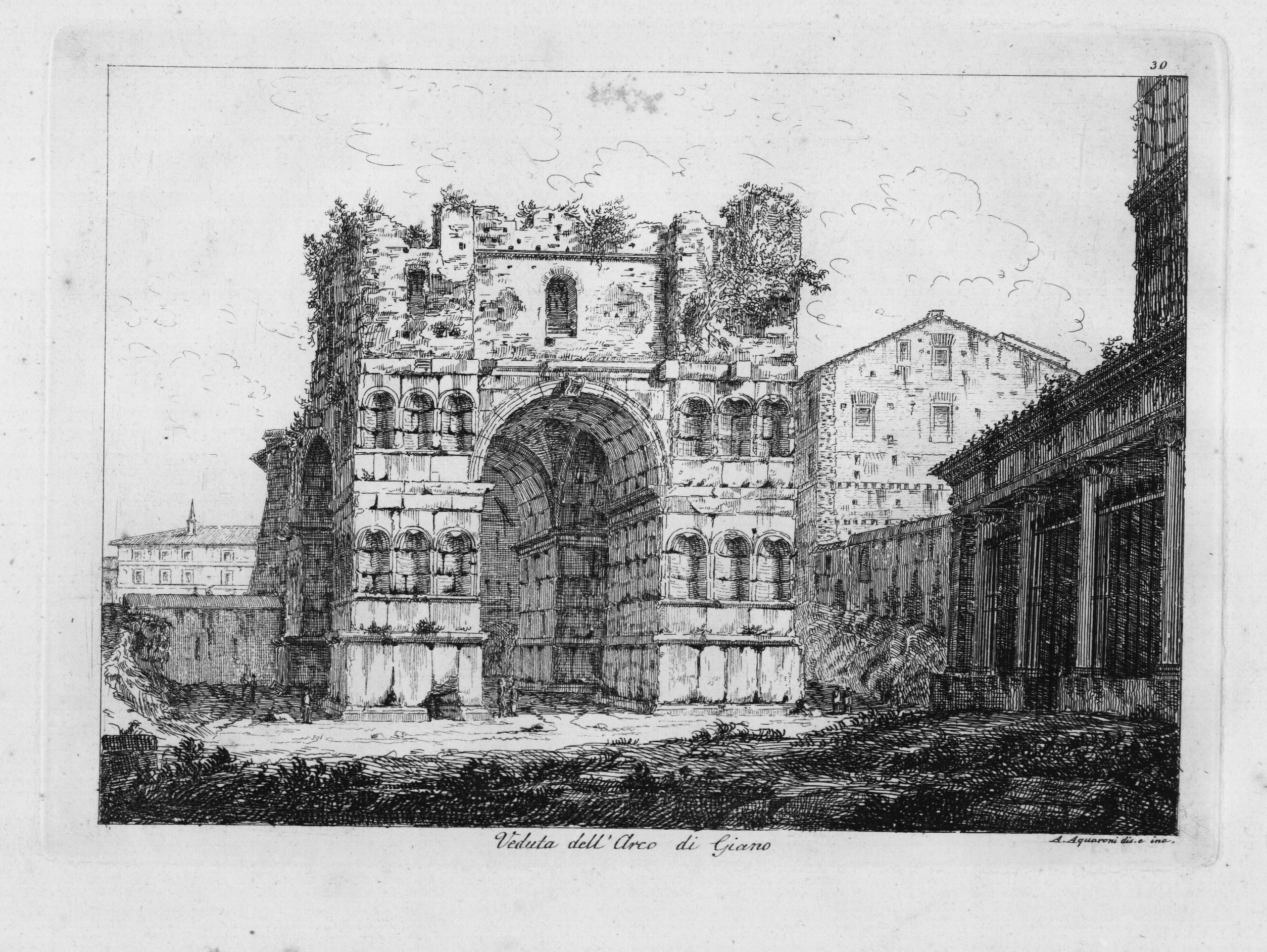
El arco de Jano antes de que se demoliese en el la fortaleza medieval situada en su parte superior

El Arco de Jano (en latín Ianus Quirinus) es un antiguo cuádruple arco romano que se encuentra en la ciudad de Roma, concretamente en el Foro Boario, muy cerca del Arco de los Argentarios. Es uno de los escasos arcos romanos que se conservan en Roma.

## Descripción
El cuádruple arco es una construcción realizada en mármol cuyas dimensiones son de 16 metros de altura y 12 metros de ancho. Por los análisis llevados a cabo el arco posiblemente se construyó a principios del siglo IV; sustituyendo probablemente a otro construido en el mismo lugar.
El Arco de Jano no se puede considerar propiamente un arco triunfal, sino más bien su función sería de indicar uno de los límites del Foro Boario. La estructura presenta una serie de interesantes nichos cuyas medias cúpulas tienen forma de concha, y en la antigüedad presentaban unas pequeñas columnatas que fueron arrancadas en la Edad Media, en dicha época, concretamente en el siglo XIII se construyó una fortaleza en el ático de dicho arco.
En la base sureste del Arco se halla una puerta que conduce a los niveles superiores. Coronando el arco debió de haber un ático, existiendo la posibilidad de que el edificio estuviese rematado por una pirámide. Fragmentos de la inscripción original se encuentran en la cercana Iglesia de San Jorge en Velabro.